# Hieronim Wincenty Radziwiłł

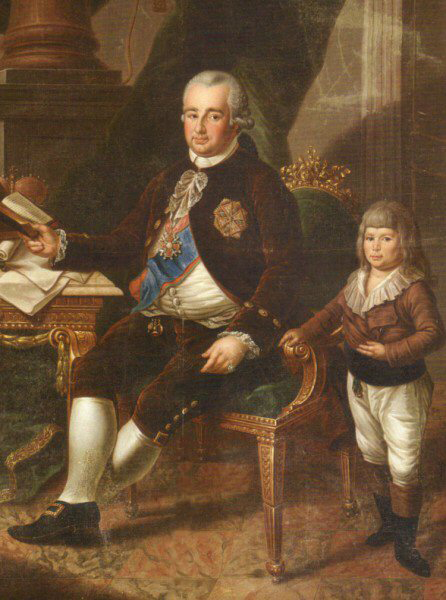
Fürst Hieronim Wincenty Radziwiłł mit seinem Sohn Dominik, unbezeichnetes Doppelporträt, um 1785

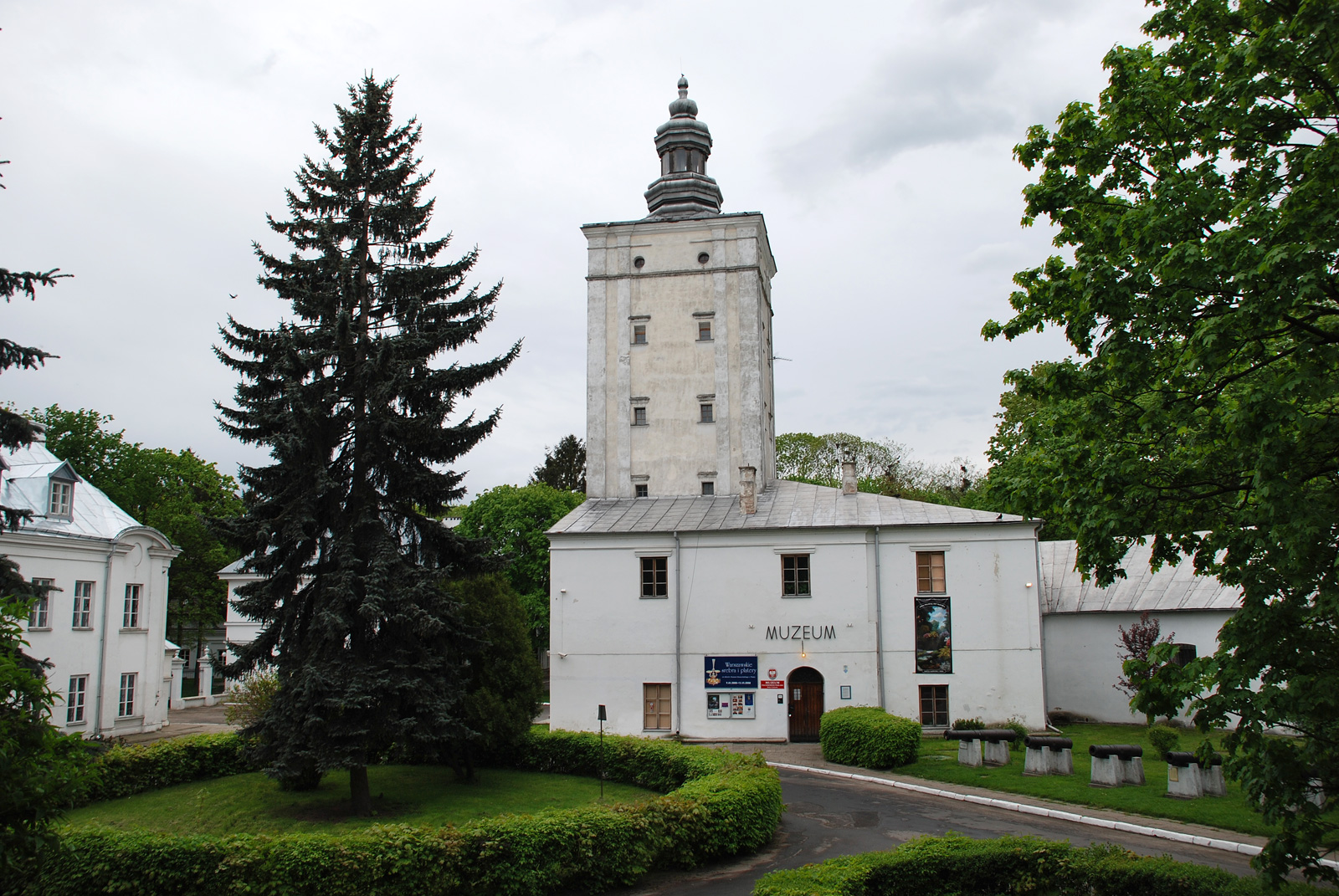
Biała Podlaska, Schlossturm und Radziwiłł-Park

Fürst Hieronim Wincenty Radziwiłł (* 11. Mai 1759 in Nieśwież; † 18. September 1786) war ein polnisch-litauischer Adliger.

## Leben
Radziwiłł entstammt dem Adelsgeschlecht Radziwiłł und war ein Sohn des Fürsten Michał Kazimierz Radziwiłł (1702–1762) aus dessen zweiter Ehe mit Anna Luiza Mycielska (1729–1771). Nachdem er bereits früh beide Eltern verloren hatte, kam er unter die Vormundschaft seines älteren Bruders, Fürst Karol Stanisław Radziwiłł (1734–1790). 
1775 unternahm er eine Reise durch Europa, auf der er in Regensburg die 17-jährige Prinzessin Sophie von Thurn und Taxis (1758–1800) kennenlernte, die er am 31. Dezember 1775 in Regensburg heiratete. Über die Hintergründe der Trauung heißt es in einer zeitgenössischen Zeitung:

„Man sagt, der Prinz Carl von Radzivill werde seinem Bruder Hieronymus, so 18 Jahre [sic] alt ist, die ansehnliche Ländereyen, die er in Polen hat, und welche jährlich 200 000 Polnische Gulden einbringen, überlassen; dieser werde die Prinzeßinn Sophia, Tochter des Kaiserl. Herrn Principal-Commissarii zu Regensburg, Fürsten von Thurn und Taxis Hochfürstl. Durchlaucht, heyrathen, und zu dem Ende nächstens in Regensburg eintreffen, und nach vollzogener Vermählung mit seiner Gemahlin nach Italien reisen, und von da nach Polen zurückkehren.“

Zu den Höhepunkten der Hochzeitsfeierlichkeiten, die sich über mehrere Tage hinzogen, gehörte eine Aufführung des Singspiels Zemire und Azor in italienischer Übersetzung.
Beide lebten anschließend überwiegend auf dem Schloss der Familie Radziwiłł in Biała Podlaska, wo sie 1778 als Taufpaten des Geigers George Bridgetower fungierten, für den Beethoven 1803 die Violinsonate A-Dur op. 47 komponierte.
Die Ehe scheiterte schon bald, und Radziwiłłs Frau ging eine heimliche Liaison mit dem Komponisten und Pianisten Jan Ladislav Dussek ein, der seit etwa 1782 Kapellmeister bei Radziwiłłs älterem Bruder, dem Fürsten Karol Stanisław Radziwiłł, auf dem Schloss der Familie in Nieśwież war. Am 17. Januar 1784 floh sie mit Dussek von dort über die preußische Grenze bis nach Tilsit. Karol Stanisław Radziwiłł berichtet darüber am 25. Januar in einem Brief an König Stanislaus II.
Von dort reisten sie weiter nach Altona, von wo die Fürstin jedoch allein nach Regensburg ging und sich mit ihrem Gatten wieder versöhnte. Dieser strebte dennoch eine Annullierung der Ehe an, die aber wegen seines frühen Todes nicht mehr realisiert werden konnte.

## Auszeichnungen
Radziwiłł wurde mit dem Orden des Weißen Adlers und mit dem Hubertusorden ausgezeichnet.

## Familie
Sein einziger Sohn war Dominik Hieronim Radziwiłł (* 4. August 1786 in Biała Podlaska; † 11. November 1813 in Lauterecken), der bereits mit 27 Jahren in Folge seiner Verletzungen in der Schlacht bei Hanau starb.